# Human: Fall Flat
Human: Fall Flat è un videogioco del 2016 sviluppato da No Brakes Games e pubblicato da Curve Digital per Microsoft Windows, Linux, macOS e Google Stadia.
Nel 2023 è stato annunciato un seguito dal titolo Human: Fall Flat 2.

## Modalità di gioco
Human: Fall Flat è un videogioco a piattaforme con puzzle basati sulla fisica del gioco, in cui è possibile afferrare oggetti o tirare leve. Il videogioco presenta una modalità multigiocatore co-op fino a 8 giocatori.

## Accoglienza
Secondo Curve Digital, a marzo 2023 il gioco ha venduto oltre 40 milioni di copie in tutto il mondo.